# Jiří Bělohlávek
Jiří Bělohlávek (Praga, 24 de febrero de 1946-ibídem, 31 de mayo de 2017) fue un director de orquesta checo. 

## Biografía
Su padre era abogado y juez. De joven, Bělohlávek estudió violonchelo con Miloš Sádlo y se diplomó en el Conservatorio de Praga y en la Academia de las Artes de la misma ciudad. Después del diploma estudió dirección de orquesta, durante dos años, con Sergiu Celibidache.
Bělohlávek ganó el Concurso nacional checo de dirección de orquesta en 1970 y se convierte durante dos años en asistente del director de la Orquesta Filarmónica Checa. De 1972 a 1978 dirige la Filarmónica de Brno, llevándola en tourné por Austria, Alemania y Estados Unidos. De 1977 a 1989 fue director principal de la Orquesta Sinfónica de Praga.

### Trayectoria en su país
Bělohlávek se convierte en director principal de la Orquesta Filarmónica Checa en 1990, pero, en 1991, la orquesta decidió reorganizarse y votó para confiar la dirección a Gerd Albrecht en substitución de Bělohlávek. Como no quiso quedar bajo Albrecht, Bělohlávek presentó su dimisión en 1992. Sucesivamente fundó la Filarmónica de Praga (Pražskou komorní filharmonii) en 1993, después de que el ministro de Defensa de Chequia hubiera puesto a su disposición los fondos para la instrucción de 40 jóvenes músicos. Bělohlávek había hecho las audiciones de músicos para la nueva orquesta, pero el ministerio retiró las financiaciones el año siguiente. Sucesivamente llegaron las financiaciones privadas y fue el primer director musical de la nueva orquesta. Desde su debut en 1994, se exhibió en todo el mundo y efectuó diversas grabaciones discográficas. Dirige la Prague Philharmonia en su primera participación en los BBC Proms en 2004 en un concierto televisado. En 2005 dejó el cargo en la Prague Philharmonia, pasando a ser director emérito.
En 1997, Bělohlávek es nombrado profesor de dirección de orquesta en la Academia Musical de Praga y se convierte en director principal del Teatro Nacional de Praga el año siguiente. Es también presidente del Prague Spring International Music Festival. En diciembre de 2010 fue anunciado su nombramiento de director principal de la Filarmónica Checa, a partir de la temporada 2012-2013, con un contrato inicial de cuatro años.

### Carrera internacional
De 1995 a 2000 Bělohlávek fue director invitado principal de la Orquesta Sinfónica de la BBC (BBC SO). En febrero de 2005, fue nombrado duodécimo director principal, con encargo de julio de 2006 y con contrato inicial de tres años. Bělohlávek fue el primer director invitado en haber sido nombrado director principal de la BBC SO.  Su dirección de la BBC SO empezó con la Primera velada de los Proms 2006 y dirige Last Night of the Proms en el 2007. Es el primer director de Last Night de lengua madre no inglesa. En septiembre de 2007 Bělohlávek prolongó su contrato con la BBC Symphony hasta 2012. Hizo una aparición, en 2009, con Last Night en A Grand Grand Overture de Malcolm Arnold. Bělohlávek dirige nuevamente la Last Night of the Proms en 2010 y en 2012. Concluyó su colaboración con la BBC SO en 2012 convirtiéndose en director emérito. En abril de 2012, Bělohlávek fue galardonado con la Orden del Imperio Británico "por méritos musicales".
En el campo operístico Bělohlávek dirigió Jenůfa, Tristan und Isolde y Rusalka a la Glyndebourne Opera y debutó en el Metropolitan Opera (Met) el 17 de diciembre de 2004 dirigiendo Kátia Kabanová con Karita Mattila en el rol de la protagonista. Volvió al Metropolitan en enero y febrero de 2007 para dirigir Jenůfa y en febrero y marzo de 2009 con Eugene Onegin y Rusalka.
Belohlávek fue director invitado de la Orquesta Filarmónica de Róterdam (RPhO) en 1994 y en abril de 2012 fue nombrado director principal de la temporada 2012-2013.
Bělohlávek grabó para Supraphon, Chandos, Harmonia Mundi, Warner Classics, y Deutsche Grammophon.

## Estilo musical
El estilo de Jiri Belohlavek se caracterizaba por una gran fidelidad a la partitura y por una interpretación de gran objetividad. Gran dominador de las orquestas de grandes dimensiones, trataba de buscar el equilibrio con una nitidez instrumental que fue destacada por los críticos. Era un destacado intérprete de los compositores checos, de Mozart, Beethoven, Brahms y Mahler. En el campo operístico interpretó a Verdi, Wagner y Puccini, y las obras del repertorio eslavo. Belohlavek fue el continuador de la Escuela Checa de la dirección y alcanzó una madurez interpretativa que lo situó entre las batutas más cotizadas en sus últimos años.
Su trayectoria extensa y variada se comprueba en más de 10 000 conciertos de 1680 obras de repertorio grabadas.

## Discografía seleccionada
- Los cinco conciertos para piano de Beethoven, junto a Paul Lewis y dirigiendo la Sinfónica de la BBC (HARMONIA MUNDI 902053)
- Los dos conciertos para piano de Brahms, junto a Ivan Moravec y dirigendo la Filarmónica Checa (SUPRAPHON 3865)
- Sinfonía nº9, de Dvorak, dirigiendo la Filarmónica Checa (SUPRAPHON 3639)
- Concierto para violín, de Dvorak, junto a Vaclav Hudecek y dirigiendo la Filarmónica Checa (SUPRAPHON 3187)
- Concierto para piano, de Dvorak, junto a Justus Franz y dirigiendo la Orquesta Sinfónica de Praga (EURODISC 69072)
- Concierto para violoncelo, de Dvorak, junto a Jiri Barta y dirigiendo la Filarmónica Checa (SUPRAPHON 3774)
- Rusalka, de Dvorak, junto a Diadkova, Pavlovskaya, Jovanovich y Martínez, y dirigiendo la Filarmónica de Londres (GFO 79)
- Katia Kabanova, de Janacek, junto a Dvorsky, Bryjak, Mattila y Schaechter, y dirigiendo la Orquesta del Teatro Real de Madrid (FRA MUSICA 3)
- Los viajes de Mr Broucek, de Janacek dirigiendo la Sinfónica de la BBC (DG 1086902)
- Sinfonía nº8, de Mahler dirigiendo la Sinfónica de la BBC
- Gilgamesh, de Martinu, junto a Zitek, Brousek, Prusa y Machotkova, y dirigiendo la Sinfónica de Praga (SUPRAPHON 3918)
- Sinfonía nº4, de Martinu, dirigiendo la Filarmónica Checa (CHANDOS 9138)
- Selección de piezas orquestales de Martinu dirigiendo la Filarmónica Checa (SUPRAPHON 3743)
- Concierto para piano nº20, de Mozart, junto a Ivan Klansky y dirigiendo a los Virtuosos de Praga (EUROARTS 2010238)
- Los dos conciertos para trompa de Richard Strauss, junto a Zdenek Tylsar y dirigiendo la Orquesta Sinfónica de Praga (SUPRAPHON 3892)
- Tristán e Isolda, de Wagner, junto a Skovhus, Pape, Gambill y Karneus, y dirigiendo la Filarmónica de Londres (OPUS ARTE 988).